# Deilus fugax
Deilus fugax — род жуков-усачей из подсемейства настоящих усачей.

## Описание
Жук длиной от 6 до 11,5 мм, тело чёрное с бронзовым отливом. Второй членик усиков обычно рыжий, прочие красноватые с чёрной вершиной. Тонкая часть бёдер и голени, кроме вершины, буро-красные. Верхняя часть тела в крупных точках.

## Экология
Жуков можно встретить на кустарниковых мотыльковых, также взрослые жуки посещают цветки моркови (Daucus carota) Кормовыми растениями личинки являются следующие виды растений: ракитник венечный (Cytisus scoparius), метельник ситниковый (Spartium junceum), гиппокрепис кустарниковый (Hippocrepis emerus) и Genista scorpius.